# Patarongan
Patarongan is een bestuurslaag in het regentschap Sampang van de provincie Oost-Java, Indonesië. Patarongan telt 2582 inwoners (volkstelling 2010).